# 柏木貨一郎
柏木 貨一郎（かしわぎ かいちろう、天保12年1月16日（1841年2月7日） - 明治31年（1898年）9月6日）は、明治時代の好古家（古美術鑑定家・収集家）、工匠。名は政矩。号は探古、探古斎。
江戸（東京）出身。神田和泉橋の糸屋・辻家に生まれる。幕府の大工棟梁・柏木家の養子となり、9代目を継ぐが、まもなく幕府が倒れた。明治維新後は文部省に勤務し、町田久成らとともに正倉院をはじめ古社寺の宝物調査にあたった。町田が博物館行政から離れた後、官職を辞したようである。
古美術の鑑定家、収集家として知られ、龍池会の創設にも関わった。著作に「集古印史」などがあり、奈良時代から近世までの物価や賃金に関する著作の草稿も残している。
また、工匠として三井集会所（1894年）、益田孝邸、渋沢栄一邸など和風建築や茶室の設計を行った。
大隈重信の妻の大隈綾子が大隈に嫁ぐ前の綾子の夫だった。
1898年、上根岸の自宅から王子の渋沢栄一邸に向う途中、法隆寺の古材で作った下駄が線路に挟まり、それを取ろうとして汽車に接触し死亡した。
なお急激な脳震盪により線路脇に卒倒し、数日後に亡くなったという説もある。

## エピソード
集古会誌「壬子」2号（1913年9月刊）には、奈良あたりで柏木が玉篇をわずか1円半で入手したという話が、西村兼文逸話の中で語られている。明治維新後の廃仏毀釈の政策下で、仏典・古書籍が寺院から流失していく様が分かる、
「如是我開爺兼文氏が贋作せしはただにこがね欲しくてせしにはあらで、その富貴貪婪の極 傍ら古書画奇籍に及ぶの輩を懲らすを快しとしたるなりと。 そのころ奈良辺には夥しく古写経のありし時にて天平経にても二円半位なりしかば表紙 が原のまゝならではとか、あまりに太きは妙ならずとか色々贅をいいしものなり。柏木探古氏の在りし時など、仏教にては面白からずとて彼の玉篇を手に入れられしなり、然もその価わずかに一円半なりというに至つては今の人々は定めて驚かるるなるべし」。
後に国宝となった「源氏物語絵巻」を阿波蜂須賀家から買い取り、一時所有していた。

## 著作
- 柏木政矩 稿『高坏考』1866年。慶応2年。
- 柏木政矩『集古印史』木邨嘉平 刻、1866年。慶応2年。
- 栢木貨一郎 編『大倭畫名巻競』書写者不明、1929年。
- 柏木政矩 編『女装考』。
- 『米價年表（上）』。
- 『米價年表（下）』。
- 『東大寺物價食功（上）』。
- 『東大寺物價食功（下）』。